# تأخیر گلوله

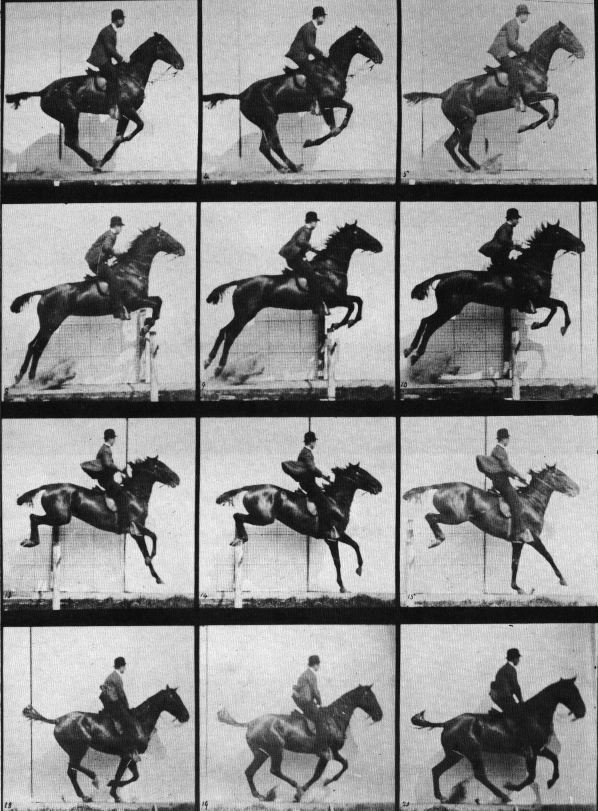
نمایش پرش اسب به وسیله تکنیک تکه‌تکه

تأخیر گلوله (انگلیسی: Bullet time) که با عناوین دیگری مثل انجماد زمان، موعد مرگ، پلکان‌گرد یا چشم مرگ نیز شناخته می‌شود، یک جلوه بصری است که با به تأخیر انداختن و تکه‌تکه کردن زمان، باعث ایجاد و خلق یک عملکرد مضاعف و شبیه‌سازی‌شده برای شخصیت اصلی می‌شود. این جلوه گونه‌ای شبیه‌سازی با سازوکار سرعت متغیر است که در فیلم‌ها، تیزرهای تبلیغاتی، گرافیک‌های بدون درنگ (ریل‌تایم) بازی‌های ویدیویی و سایر رسانه‌های ویژه کاربرد فراوانی یافته‌است.
اصطلاح تأخیر گلوله برای نخستین مرتبه در فیلم‌نامهٔ اصلی فیلم سینمایی ماتریکس نمود پیدا کرد و بعدها ضمن برخی ارجاع‌ها، به حرکت‌های آهستهٔ بازی ویدئویی مکس پین محصول سال ۲۰۰۱ میلادی نیز اضافه شد. سال‌ها پس از معرفی این اصطلاح به واسطهٔ مجموعه فیلم‌های ماتریکس، این عنوان به یک اصطلاح معمول در فرهنگ عامه تبدیل شده‌است.